# Ioan Bianu (delegat)
Ioan Bianu  (n. 5 mai 1882, Soroștin, Comitatul Târnava-Mică, Regatul Ungariei – d. secolul al XX-lea) a fost un avocat român și deputat la Marea Adunare Națională de la Alba Iulia din 1 decembrie 1918.

## Date biografice
Ioan Bianu a urmat cursurile școlii primare, ale învățământului liceal la Liceul din Blaj între anii 1900-1901 și a studiile universitarea le-a făcut în Cluj și Viena. A fost avocat stagiar în Sibiu, Alba Iulia și Cluj, iar ca avocat definitiv la Valea Lungă și Blaj. A mai avut ca funcții: 1918-1919, prim-pretor, procuror delegat pe lângă Judecătoria Valea Lungă (Husăsău), în consiliul județean și președinte al delegației permanente a acestuia. A fost comandant al gărzilor naționale din întreaga plasă Valea Lungă, deputat reprezentând circumscripția Valea Lungă (Husăsău) în anii 1919-1920; senator în Partidul Național Țărănesc, respectiv Partidul Național (1932-1933); primar al orașului Blaj, vice-președintele despărțământului Blaj al ASTRA și președintele despărțământului Valea Lungă în anii 1918-1920, Președintele Societății Meseriașilor și Industriașilor din Blaj.
Ioan Bianu a fost decorat cu ordinul  Coroana României în grad de Comandor și Membru al Ordinului Ferdinand I în grad de Cavaler și al ordinului Vulturul României, tot în grad de cavaler.
Ioan Bianu a fost deputat în anii 1919-1920, reprezentând circumscripția Valea Lungă (Husăsău), la Marea Adunare Națională de la Alba – Iulia din 1 decembrie 1918 la care s-a decretat unirea Transilvaniei cu România.